# Aquaelicium
Aquaelicium (auch Aquilicium) war in der römischen Religion ein ritueller Bittgang um Regen. Das Wort ist ein Kompositum aus aqua („Wasser“) und elicere („hervorlocken“), heißt also wörtlich „Wasserhervorrufung“.
Bei diesem magischen oder theurgischen Brauch, bei dem noch relativ spät ein vor der Porta Capena neben dem Marstempel liegender Stein, Lapis manalis genannt, in oder durch die Stadt gezogen wurde, handelt es sich um eine transkulturell zu beobachtende Praktik. In diesem Sinne wird das Wort auch in der Ethnologie gebraucht. In Rom wurde der Brauch später mit Jupiter in Verbindung gebracht.